# Atletism la Jocurile Olimpice de vară din 2016
Probele sportive de atletism la Jocurile Olimpice de vară din 2016 s-au desfășurat în ultimele 10 zile ale competiției, adică în perioada 12-21 august 2016 la Rio de Janeiro, Brazilia, la Stadionul Olimpic. Proba de maraton a avut loc la Sambadromul Marquês de Sapucaí.

## Probe sportive

### Masculin
| Probă sportivă | Aur | Aur           | Argint                                                                                              | Argint      | Bronz                                                                                               | Bronz    |
| 100 m detalii | Usain Bolt (JAM) | 9,81          | Justin Gatlin (USA)                                                                                 | 9,89        | Andre De Grasse (CAN)                                                                               | 9,91     |
| 200 m detalii | Usain Bolt (JAM) | 19,78         | Andre De Grasse (CAN)                                                                               | 20,02       | Christophe Lemaitre (FRA)                                                                           | 20,12    |
| 400 m detalii | Wayde van Niekerk (RSA) | 43,03 RM      | Kirani James (GRN)                                                                                  | 43,76       | LaShawn Merritt (USA)                                                                               | 43,85    |
| 800 m detalii | David Rudisha (KEN) | 1:42,15       | Taoufik Makhloufi (ALG)                                                                             | 1:42,61 RN  | Clayton Murphy (USA)                                                                                | 1:42,85  |
| 1.500 m detalii | Matthew Centrowitz, Jr. (USA)                                                                                                | 3:50,00       | Taoufik Makhloufi (ALG)                                                                             | 3:50,11     | Nick Willis (NZL)                                                                                   | 3:50,24  |
| 5.000 m detalii | Mo Farah (GBR) | 13:03,30      | Paul Chelimo (USA)                                                                                  | 13:03,90    | Hagos Gebrhiwet (ETH)                                                                               | 13:04,35 |
| 10.000 m detalii | Mo Farah (GBR) | 27:05,17      | Paul Tanui (KEN)                                                                                    | 27:05,64    | Tamirat Tola (ETH)                                                                                  | 27:06,26 |
| 110 m garduri detalii | Omar McLeod (JAM) | 13,05         | Orlando Ortega (ESP)                                                                                | 13,17       | Dimitri Bascou (FRA)                                                                                | 13,24    |
| 400 m garduri detalii | Kerron Clement (USA) | 47,73         | Boniface Tumuti (KEN)                                                                               | 47,78 RN    | Yasmani Copello (TUR)                                                                               | 47,92 RN |
| 3.000 m obstacole detalii | Conseslus Kipruto (KEN) | 8:03,28 RO    | Evan Jager (USA)                                                                                    | 8:04,28     | Mahiedine Mekhissi-Benabbad (FRA)                                                                   | 8:11,52  |
| 4×100 m detalii | Jamaica (JAM) · Asafa Powell · Yohan Blake · Nickel Ashmeade · Usain Bolt · Jevaughn Minzie* · Kemar Bailey-Cole*            | 37,27         | Japonia (JPN) · Ryota Yamagata · Shota Iizuka · Yoshihide Kiryu · Asuka Cambridge                   | 37,60 AS    | Canada (CAN) · Akeem Haynes · Aaron Brown · Brendon Rodney · Andre De Grasse · Mobolade Ajomale*    | 37,64 RN |
| 4×400 m detalii | Statele Unite ale Americii (USA) · Arman Hall · Tony McQuay · Gil Roberts · LaShawn Merritt · Kyle Clemons* · David Verburg* | 2:57,30       | Jamaica (JAM) · Peter Matthews · Nathon Allen · Fitzroy Dunkley · Javon Francis · Rusheen McDonald* | 2:58,16     | Bahamas (BAH) · Alonzo Russell · Michael Mathieu · Steven Gardiner · Chris Brown · Stephen Newbold* | 2:58,49  |
| Maraton detalii | Eliud Kipchoge (KEN) | 2:08:44       | Feyisa Lilesa (ETH)                                                                                 | 2:09:54     | Galen Rupp (USA)                                                                                    | 2:10:05  |
| 20 km marș detalii | Wang Zhen (CHN) | 1:19:14       | Cai Zelin (CHN)                                                                                     | 1:19:26     | Dane Bird-Smith (AUS)                                                                               | 1:19:37  |
| 50 km marș detalii | Matej Tóth (SVK) | 3:40:58       | Jared Tallent (AUS)                                                                                 | 3:41:16     | Hirooki Arai (JPN)                                                                                  | 3:41:24  |
| Săritura în înălțime detalii | Derek Drouin (CAN) | 2,38 m        | Mutaz Essa Barshim (QAT)                                                                            | 2,36 m      | Bohdan Bondarenko (UKR)                                                                             | 2,33 m   |
| Săritura cu prăjina detalii | Thiago Braz da Silva (BRA)                                                                                                   | 6,03 m RO, SA | Renaud Lavillenie (FRA)                                                                             | 5,98 m      | Sam Kendricks (USA)                                                                                 | 5,85 m   |
| Săritura în lungime detalii | Jeff Henderson (USA) | 8,38 m        | Luvo Manyonga (RSA)                                                                                 | 8,37 m      | Greg Rutherford (GBR)                                                                               | 8,29 m   |
| Triplusalt detalii | Christian Taylor (USA) | 17,86 m       | Will Claye (USA)                                                                                    | 17,76 m     | Dong Bin (CHN)                                                                                      | 17,58 m  |
| Aruncarea greutății detalii | Ryan Crouser (USA) | 22,52 m RO    | Joe Kovacs (USA)                                                                                    | 21,78 m     | Tomas Walsh (NZL)                                                                                   | 21,36 m  |
| Aruncarea discului detalii | Christoph Harting (GER) | 68,37 m       | Piotr Małachowski (POL)                                                                             | 67,55 m     | Daniel Jasinski (GER)                                                                               | 67,05 m  |
| Aruncarea ciocanului detalii | Dilshod Nazarov (TJK) | 78,68 m       | Ivan Tsikhan (BLR)                                                                                  | 77,79 m     | Wojciech Nowicki (POL)                                                                              | 77,73 m  |
| Aruncarea suliței detalii | Thomas Röhler (GER) | 90,30 m       | Julius Yego (KEN)                                                                                   | 88,24 m     | Keshorn Walcott (TTO)                                                                               | 85,38 m  |
| Decatlon detalii | Ashton Eaton (USA) | 8893 pct RO   | Kévin Mayer (FRA)                                                                                   | 8834 pct RN | Damian Warner (CAN)                                                                                 | 8666 pct |
| RA Record african \| AM Record american \| AS Record asiatic \| RE Record european \| OC Record oceanic \| RO Record olimpic \| RM Record mondial \| RN Record național \| SA Record sud-american | |               | |             | |          |

* Atletul a participat doar la calificări, dar a primit o medalie.

### Feminin
| Probă sportivă | Aur | Aur         | Argint | Argint      | Bronz | Bronz      |
| 100 m detalii | Elaine Thompson (JAM) | 10,71       | Tori Bowie (USA) | 10,83       | Shelly-Ann Fraser-Pryce (JAM)                                                                            | 10,86      |
| 200 m detalii | Elaine Thompson (JAM) | 21,78       | Dafne Schippers (NED) | 21,88       | Tori Bowie (USA)                                                                                         | 22,15      |
| 400 m detalii | Shaunae Miller (BAH) | 49,44       | Allyson Felix (USA) | 49,51       | Shericka Jackson (JAM)                                                                                   | 49,85      |
| 800 m detalii | Caster Semenya (RSA) | 1:55,28 RN  | Francine Niyonsaba (BDI) | 1:56,49     | Margaret Wambui (KEN)                                                                                    | 1:56,89    |
| 1.500 m detalii | Faith Kipyegon (KEN) | 4:08,92     | Genzebe Dibaba (ETH) | 4:10,27     | Jennifer Simpson (USA)                                                                                   | 4:10,53    |
| 5.000 m detalii | Vivian Cheruiyot (KEN) | 14:26,17 RO | Hellen Onsando Obiri (KEN) | 14:29,77    | Almaz Ayana (ETH)                                                                                        | 14:33,59   |
| 10.000 m detalii | Almaz Ayana (ETH) | 29:17,45 RM | Vivian Cheruiyot (KEN) | 29:32,53 RN | Tirunesh Dibaba (ETH)                                                                                    | 29:42,56   |
| 100 m garduri detalii | Brianna Rollins (USA) | 12,48       | Nia Ali (USA) | 12,59       | Kristi Castlin (USA)                                                                                     | 12,61      |
| 400 m garduri detalii | Dalilah Muhammad (USA) | 53,13       | Sara Petersen (DEN) | 53,55 RN    | Ashley Spencer (USA)                                                                                     | 53,72      |
| 3.000 m obstacole detalii | Ruth Jebet (BRN) | 8:59,75 SA  | Hyvin Jepkemoi (KEN) | 9:07,12     | Emma Coburn (USA)                                                                                        | 9:07,63 RN |
| 4×100 m detalii | Statele Unite ale Americii (USA) · Tianna Bartoletta · Allyson Felix · English Gardner · Tori Bowie · Morolake Akinosun*                           | 41,02       | Jamaica (JAM) · Christania Williams · Elaine Thompson · Veronica Campbell-Brown · Shelly-Ann Fraser-Pryce · Simone Facey* · Sashalee Forbes*         | 41,36       | Marea Britanie (GBR) · Asha Philip · Desiree Henry · Dina Asher-Smith · Daryll Neita                     | 41,77 RN   |
| 4×400 m detalii | Statele Unite ale Americii (USA) · Allyson Felix · Phyllis Francis · Natasha Hastings · Courtney Okolo · Taylor Ellis-Watson* · Francena McCorory* | 3:19,06     | Jamaica (JAM) · Stephenie Ann McPherson · Anneisha McLaughlin-Whilby · Shericka Jackson · Novlene Williams-Mills · Christine Day* · Chrisann Gordon* | 3:20,34     | Marea Britanie (GBR) · Eilidh Doyle · Anyika Onuora · Emily Diamond · Christine Ohuruogu · Kelly Massey* | 3:25,88    |
| Maraton detalii | Jemima Sumgong (KEN) | 2:24:04     | Eunice Kirwa (BRN) | 2:24:13     | Mare Dibaba (ETH)                                                                                        | 2:24:30    |
| 20 km marș detalii | Liu Hong (CHN) | 1:28:35     | María Guadalupe González (MEX) | 1:28:37     | Lü Xiuzhi (CHN)                                                                                          | 1:28:42    |
| Săritura în înălțime detalii | Ruth Beitia (ESP) | 1,97 m      | Mirela Demireva (BUL) | 1,97 m      | Blanka Vlašić (CRO)                                                                                      | 1,97 m     |
| Săritura cu prăjina detalii | Ekaterini Stefanidi (GRE) | 4,85 m      | Sandi Morris (USA) | 4,85 m      | Eliza McCartney (NZL)                                                                                    | 4,80 m RN  |
| Săritura în lungime detalii | Tianna Bartoletta (USA) | 7,17 m      | Britney Reese (USA) | 7,15 m      | Ivana Španović (SRB)                                                                                     | 7,08 m RN  |
| Triplusalt detalii | Caterine Ibargüen (COL) | 15,17 m     | Yulimar Rojas (VEN) | 14,98 m     | Olga Rîpakova (KAZ)                                                                                      | 14,74 m    |
| Aruncarea greutății detalii | Michelle Carter (USA) | 20,63 m     | Valerie Adams (NZL) | 20,42 m     | Anita Márton (HUN)                                                                                       | 19,87 m RN |
| Aruncarea discului detalii | Sandra Perković (CRO) | 69,21 m     | Mélina Robert-Michon (FRA) | 66,73 m RN  | Denia Caballero (CUB)                                                                                    | 65,34 m    |
| Aruncarea ciocanului detalii | Anita Włodarczyk (POL) | 82,29 m RM  | Zhang Wenxiu (CHN) | 76,75 m     | Sophie Hitchon (GBR)                                                                                     | 74,54 m RN |
| Aruncarea suliței detalii | Sara Kolak (CRO) | 66,18 m RN  | Sunette Viljoen (RSA) | 64,92 m     | Barbora Špotáková (CZE)                                                                                  | 64,80 m    |
| Heptatlon detalii | Nafissatou Thiam (BEL) | 6810 pct RN | Jessica Ennis-Hill (GBR) | 6775 pct    | Brianne Theisen-Eaton (CAN)                                                                              | 6653 pct   |
| RA Record african \| AM Record american \| AS Record asiatic \| RE Record european \| OC Record oceanic \| RO Record olimpic \| RM Record mondial \| RN Record național \| SA Record sud-american | |             | |             | |            |

* Atleta a participat doar la calificări, dar a primit o medalie.

## Clasament pe medalii
Legendă
  *   Țara-gazdă
| Loc   | Țară                       | Aur | Argint | Bronz | Total |
| ----- | -------------------------- | --- | ------ | ----- | ----- |
| 1     | Statele Unite ale Americii | 13  | 10     | 9     | 32    |
| 2     | Kenya                      | 6   | 6      | 1     | 13    |
| 3     | Jamaica                    | 6   | 3      | 2     | 11    |
| 4     | China                      | 2   | 2      | 2     | 6     |
| 5     | Africa de Sud              | 2   | 2      | 0     | 4     |
| 6     | Marea Britanie             | 2   | 1      | 4     | 7     |
| 7     | Croația                    | 2   | 0      | 1     | 3     |
| 7     | Germania                   | 2   | 0      | 1     | 3     |
| 9     | Etiopia                    | 1   | 2      | 5     | 8     |
| 10    | Canada                     | 1   | 1      | 4     | 6     |
| 11    | Polonia                    | 1   | 1      | 1     | 3     |
| 12    | Bahrain                    | 1   | 1      | 0     | 2     |
| 12    | Spania                     | 1   | 1      | 0     | 2     |
| 14    | Bahamas                    | 1   | 0      | 1     | 2     |
| 15    | Belgia                     | 1   | 0      | 0     | 1     |
| 15    | Brazilia*                  | 1   | 0      | 0     | 1     |
| 15    | Columbia                   | 1   | 0      | 0     | 1     |
| 15    | Grecia                     | 1   | 0      | 0     | 1     |
| 15    | Slovacia                   | 1   | 0      | 0     | 1     |
| 15    | Tadjikistan                | 1   | 0      | 0     | 1     |
| 21    | Franța                     | 0   | 3      | 3     | 6     |
| 22    | Algeria                    | 0   | 2      | 0     | 2     |
| 23    | Noua Zeelandă              | 0   | 1      | 3     | 4     |
| 24    | Australia                  | 0   | 1      | 1     | 2     |
| 24    | Japonia                    | 0   | 1      | 1     | 2     |
| 26    | Belarus                    | 0   | 1      | 0     | 1     |
| 26    | Bulgaria                   | 0   | 1      | 0     | 1     |
| 26    | Burundi                    | 0   | 1      | 0     | 1     |
| 26    | Danemarca                  | 0   | 1      | 0     | 1     |
| 26    | Grenada                    | 0   | 1      | 0     | 1     |
| 26    | Mexic                      | 0   | 1      | 0     | 1     |
| 26    | Olanda                     | 0   | 1      | 0     | 1     |
| 26    | Qatar                      | 0   | 1      | 0     | 1     |
| 26    | Venezuela                  | 0   | 1      | 0     | 1     |
| 36    | Cuba                       | 0   | 0      | 1     | 1     |
| 36    | Cehia                      | 0   | 0      | 1     | 1     |
| 36    | Ungaria                    | 0   | 0      | 1     | 1     |
| 36    | Kazahstan                  | 0   | 0      | 1     | 1     |
| 36    | Serbia                     | 0   | 0      | 1     | 1     |
| 36    | Trinidad și Tobago         | 0   | 0      | 1     | 1     |
| 36    | Turcia                     | 0   | 0      | 1     | 1     |
| 36    | Ucraina                    | 0   | 0      | 1     | 1     |
| Total | Total                      | 47  | 47     | 47    | 141   |